# Žetysuská oblast
Žetysuská oblast (kazašsky Жетісу облысы, Žetysu oblysy; rusky Жетысуская область) je územněsprávní jednotka Republiky Kazachstán. Na severu hraničí s Abajskou a Karagandskou oblastí, na jihu a západě s Almatskou oblastí a na jihovýchodě s Čínou. Leží v jihovýchodní části Kazachstánu, na severním úpatí hřbetu Džungarský Alatau. Největším městem a administrativním centrem je Taldykorgan. Oblastí protékají řeky Karatal a Lepsy, přítoky jezera Balchaš.
Oblast byla vyčleněna z Almatské oblasti a ustavena 8. června 2022, žije zde přibližně 699 tisíc obyvatel. Rozkládá se v rozsahu již dříve existující Taldykorganské oblasti.